# Ptychoptera javensis
Ptychoptera javensis är en tvåvingeart som beskrevs av Alexander 1937. Ptychoptera javensis ingår i släktet Ptychoptera och familjen glansmyggor. Inga underarter finns listade i Catalogue of Life.